# Schorndorf (Baden-Württemberg)
Schorndorf város Németországban, azon belül Baden-Württembergben. Lakosainak száma 40 614 fő (2023. december 31.).

## Városrészei
A következő településeket beolvasztattak a városba: 
| Buhlbronn | Haubersbronn | Miedelsbach | Oberberken | Schlichten | Schornbach | Weiler/Rems |

## Népesség
A település népessége az elmúlt években az alábbi módon változott:
| Lakosok száma | 26 384 | 30 362 | 33 413 | 33 626 | 1908 | 38 032 | 38 852 | 39 271 | 38 431 | 40 614 |
|               | 1961   | 1968   | 1974   | 1981   | 1987 | 1994   | 2000   | 2007   | 2013   | 2023   |

## Híres személyek
- Ludovike Simanowiz (1759–1827) festőnő
- Carl Schaefer (1887–1970) orvos és politikus
- Reinhold Maier (1889–1971) politikus
- Werner Jetter (1913–2004) teológus
- Dieter Seelow (1939–2009) dzsesszzenész
- Jürgen Boss (1947) zenész
- Andreas Hutzel (1968) színész
- Dietrich Schnabel (1968) karmester és zeneszerző
- Sven Ulreich (1988) labdarúgó
- Davie Selke (1995) labdarúgó